# Antun Rudinski
Antun Rudinski (ur. 1 października 1937 w Suboticy, zm. 7 października 2017 w Villingen-Schwenningen) – serbski piłkarz występujący na pozycji napastnika oraz trener.
Jako piłkarz Crvenej zvezdy czterokrotnie zdobył mistrzostwo Jugosławii (1956, 1957, 1959, 1960) oraz dwukrotnie Puchar Jugosławii (1958, 1959). Mistrzostwo kraju wywalczył też z Partizanem (1963).
W karierze trenerskiej pracował głównie w 2. Bundeslidze, poprowadził swoje zespoły łącznie w 228 spotkaniach w tych rozgrywkach.
W reprezentacji Jugosławii wystąpił jeden raz, 2 listopada 1952 w wygranym 5:0 towarzyskim meczu z Egiptem.

## Statystyki ligowe
| Rozgrywki                 | Poziom | Kraj       | Mecze | Gole |
| ------------------------- | ------ | ---------- | ----- | ---- |
| Prva liga Jugoslavije     | I      | Jugosławia | 173   | 69   |
| Division 2                | II     | Francja    | 31    | 14   |
| Regionalliga (grupa West) | II     | Niemcy     | 10    | 3    |